# Impresora térmica sobre papel metalizado

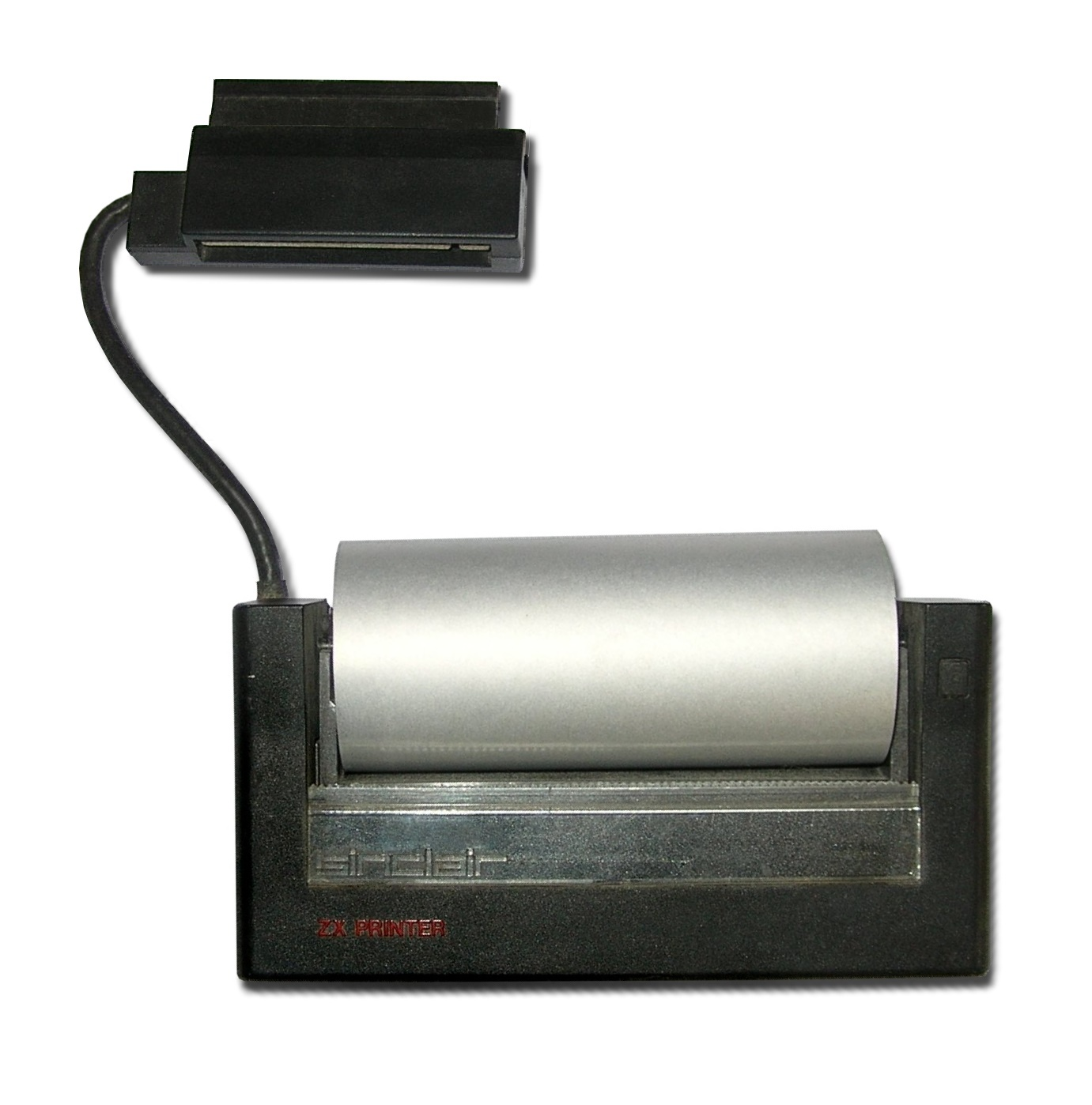
La impresora Sinclair ZX, una pequeña impresora térmica sobre papel metalizado para los ordenadores Spectrum ZX y ZX81.

Una impresora térmica sobre papel metalizado es un tipo de impresora que utiliza un papel especial cubierto con una capa de aluminio sobre un soporte negro. Para imprimir sobre él se utiliza una corriente de pulso sobre el papel, a través de unas agujas que se desplazan horizontalmente a alta velocidad. Se trata de una tecnología sencilla y barata que produce excelentes resultados.  
En una época en la que las impresoras valían cientos de dólares, su relativamente bajo precio (menos de cien dólares) dio lugar a unas ventas mayores de este tipo de impresoras. El único y gran inconveniente es que solo puede imprimir sobre papel metalizado especial que utiliza y que ya no está disponible.
Un ejemplo de impresora térmica de este tipo fue la Sinclair Zx, que se introdujo en noviembre de 1981 para los ordenadores ZX81 y Zx Spectrum. A principios de los años 1980, Casio introdujo Mini Electro Printer, una impresora térmica para alguna de sus calculadoras científicas.
Hubo otra implementación de este tipo de impresoras que consistía en suministrar el toner seco desde un pequeño agujero de una varilla de cristal delgada usando una chispa de alto voltaje entre la cabeza de impresión y la superficie. Esto proporcionó la ventaja de poder imprimir sobre papel común, pero la desventaja de que a veces la tinta no quedaba bien adherida al papel y se distorsionaba la impresión. A diferencia de la impresora Sinclair, ésta solo tenía una aguja (la varilla del toner). Esta impresora solo podía escribir una línea de píxeles de una vez.
- Datos: Q3273281